# Шведські хокейні ігри 2017
Шведські хокейні ігри 2017 — міжнародний хокейний турнір у Швеції в рамках Єврохокейтуру, проходив 9—12 лютого 2017 року у Гетеборзі. Матч Росія — Фінляндія відбувся у Санкт-Петербурзі.

## Результати та таблиця
| 1. | Росія     | *** | 4:2 | 4:2 | 2:1 | 3 | 3 | 0 | 0 | 0 | 10:5  | 9 |
| 2. | Швеція    | 2:4 | *** | 5:2 | 2:3 | 3 | 1 | 0 | 0 | 2 | 9:9   | 3 |
| 3. | Чехія     | 2:4 | 2:5 | *** | 7:1 | 3 | 1 | 0 | 0 | 2 | 11:10 | 3 |
| 4. | Фінляндія | 1:2 | 3:2 | 1:7 | *** | 3 | 1 | 0 | 0 | 2 | 5:11  | 3 |

М — підсумкове місце, І — матчі, В — перемоги, ВО — перемога по булітах (овертаймі), ПО — поразка по булітах (овертаймі), П — поразки, Ш — закинуті та пропущені шайби, О — очки